# دان بن
دان بن (بالإنجليزية: Dan Penn)‏ هو كاتب أغاني ومغني أمريكي، ولد في 16 نوفمبر 1941 في ألاباما في الولايات المتحدة.

## وصلات خارجية
- دان بن على موقع ميوزك برينز (الإنجليزية)
- دان بن على موقع ميوزك برينز (الإنجليزية)
- دان بن على موقع قاعدة بيانات برودواي على الإنترنت (الإنجليزية)
- دان بن على موقع إن إن دي بي (الإنجليزية)
- دان بن على موقع أول ميوزيك (الإنجليزية)
- دان بن على موقع ديسكوغز (الإنجليزية)